# Лейнський палац
Лейнський палац (нім. Leineschloss) — палац у стилі класицизм, розташований на березі річки Лайне в Ганновері, столиці федеральної землі Нижня Саксонія. Вперше збудовано як фахверковий будинок у 1637 році. Повністю перебудований з 1816 по 1844 рік. Служив основною резиденцією королів Ганновера з 1837 по 1866 роки, коли Вельфи поїхали з Ганновера до Гмундена (замок Кумберланд).
Зруйнований бомбардуванням союзників у 1943 році. Відновлений у 1957—1965 роках за проектом Дітера Остерлена. З 1962 тут засідає місцевий ландтаг.